# Djrègbè
Djrègbè è un arrondissement del Benin situato nella città di Sèmè-Kpodji (dipartimento di Ouémé) con 12.049 abitanti (dato 2006).